# The Sights (singolo)
The Sights è un singolo del gruppo musicale britannico Enter Shikari, pubblicato il 31 ottobre 2017 come quarto estratto dal loro quinto album in studio The Spark.

## Descrizione
Seconda traccia dell'album, The Sights è introdotta dall'intro strumentale (ed eponima dell'album) The Spark. Nel track-by-track dell'album di Kerrang! il cantante Rou Reynolds ha spiegato che il brano è incentrato sull'avere "nuovi inizi" nella propria vita:

## Video musicale
Nel video ufficiale del brano, diretto da Kristian Young e pubblicato il 9 novembre 2017, gli Enter Shikari recitano per il video musicale di The Sights sotto la direzione di due giovani registi non rimanendo però pienamente soddisfatti, il batterista Rob Rolfe in particolare, del risultato finale. I quattro decidono quindi di registrare il video a loro modo, togliendosi i vestiti di scena e suonando nel loro stile.

## Tracce
Testi di Rou Reynolds, musiche degli Enter Shikari.
1. The Sight – 3:20

## Formazione
Enter Shikari
- Rou Reynolds – voce, tastiera, programmazione
- Rory Clewlow – chitarra, voce secondaria
- Chris Batten – basso, voce secondaria
- Rob Rolfe – batteria, percussioni, cori

Altri musicisti
- David Kosten – tastiera e programmazione aggiuntive